# 2021年以巴危机
2021年巴以危機是始於2021年5月6日，巴勒斯坦抗议者与以色列警方在东耶路撒冷谢赫贾拉社区发生的冲突，抗议以色列最高法院准备判决是否驱逐该社区的巴勒斯坦居民。5月7日，临近以色列的耶路撒冷日和伊斯兰的开斋节，以色列警方动用催泪弹、橡皮子弹等非致命性武器冲击了位于圣殿山的阿克萨清真寺，造成约300名巴勒斯坦人受伤，引发了国际关注。
5月10日晚，以色列警方拒绝在最后期限6点撤出清真寺，位于加沙的哈马斯与杰哈德武装向以色列境内发射火箭弹，击中了几栋住宅和一所学校。以色列随即展开空袭报复行动，摧毁了加沙境内的数栋公寓住宅和一栋办公大楼。由此，以色列警方与巴勒斯坦民众的矛盾迅速升级为以色列与巴勒斯坦的军事冲突。

## 起因
部分起因是以色列最高法院准备做出是否驱逐位于谢赫贾拉社区的巴勒斯坦居民，将其住房交给犹太定居者的裁决。之后引发了一系列的暴力行动，导致约有300人以上受伤，大多数是巴勒斯坦人。
关于在谢赫·贾拉土地的管理，以色列在1967年的战争中从约旦军队手中夺取了东耶路撒冷，随后将谢赫贾拉地区并入其国土，该社区之後由一个犹太人基金会从巴勒斯坦人手中购买。以色列建国后，曾裁决该社区的巴勒斯坦人可以继续居住，但需要付租金。以色列政府一直希望改变东耶路撒冷的巴勒斯坦居民与犹太人居民之间的比例。六日战争结束后，以色列政府曾驱逐许多东耶路撒冷的巴勒斯坦居民，该地区的长期争执被视为自1948年以来以巴冲突的缩影。
2021年5月，以色列高等法院在审判一场关于房地产的判决中，同意驱逐社区内的巴勒斯坦居民，因为有犹太人家庭要求索取在1948年以色列建国战争中所失去的财产。根据以色列法律，只要能够证明在1948年有土地所有权的犹太人，就可以要求归还他们在耶路撒冷的财产，但巴勒斯坦居民则无此保障，长期以来一直引起巴勒斯坦居民的不满。巴勒斯坦人不服该判决要求上诉，称谢赫·贾拉社区的房屋是从约旦在1948年至1967年控制东耶路撒冷时购得。以色列最高法院于2021年5月10日的上诉中就是否应该驱逐做出判决，此举引发了从5月6日开始的抗议活动。
5月7日是开斋节月最后一个重要日子，也是以色列举行庆祝耶路撒冷日的庆祝活动，双方皆为可能会发生的暴力行为会升级为「全面冲突」发出了警告。在早些时候，以色列士兵在纳布卢斯市附近Beit Dajan村举行的一次抗议中，射杀了一名巴勒斯坦人，另在约旦河西岸城市杰宁附近的一个检查站，射杀两名了巴勒斯坦人，一人受重伤。以色列军队声称，在杰宁检查站的三人携带着自制步枪，在向检查站的士兵开火后被击毙，并表示这三人正在途中对以色列境内的平民进行重大恐怖袭击，亦有报道称他们正前往耶路撒冷。同日，数以千计的巴勒斯坦信徒前往圣殿山阿克萨清真寺进行祈祷朝拜，并继续举行抗议。当以色列警察与巴勒斯坦人首次爆发冲突的数小时后，以色列警察部队的大量增援前往阿克萨清真寺集结。阿克萨清真寺的负责人谢赫·奥马尔·基斯瓦尼（Sheikh Omar al-Kiswani）则通过清真寺的扩音器呼吁以色列警察和示威者保持冷静。以色列警察之后开始进入清真寺大院内驱散聚集的巴勒斯坦人，同时也对潜藏在居民区内的示威者和声援活动家进行驱逐。以色列部队随后也封锁通往谢赫·贾拉社区的通道和关闭耶路撒冷的大马士革门，并在通往圣殿山的途中设立若干路障和检查站，试图阻止巴勒斯坦人和声援活动家进入该地区集合。5月7日当日的伤亡人数，《以色列时报》报导至少有200名巴勒斯坦人和17名以色列警察受伤。《半岛电视台》则报导有178名巴勒斯坦人和六名以色列警察受伤。哈马斯指挥官当天发出警告，表示在过去的一周中，谢赫·贾拉社区的居民以及巴勒斯坦人和国际声援活动家参加了夜间守夜活动，以支持被迫流离失所的巴勒斯坦家庭。哈马斯政治局局长伊斯梅尔·哈尼亚警告说，侵犯阿克萨清真寺「会有后果」。另一名哈马斯政治局成员马哈茂德·扎哈尔谴责阿拉伯领导人对阿克萨清真寺的袭击保持沉默，也表示解决耶路撒冷局势的唯一办法是通过「武装抵抗」。哈马斯军事领导人穆罕默德·德伊夫警告说，如果继续对谢赫·贾拉社区发动袭击，以色列将付出沉重的代价。
该事件迅速引起国际社会的高度注意，也引起阿拉伯世界对以色列的谴责。联合国人权事务高级专员发言人呼吁以色列立即停止包括谢赫·贾拉社区在内的所有强迫迁离，并停止任何可能进一步加剧紧张环境和导致被迫迁移的活动。美国国务院发言人贾琳娜·波特对耶路撒冷的紧张局势表达关切，并警告以色列不要对巴勒斯坦家庭进行威胁性驱逐。欧洲联盟、约旦和由六个国家组成的海湾合作委员会也对驱逐事件表示震惊。约旦当局表明愿意向巴勒斯坦提供证明文件，以表明谢赫·贾拉社区的巴勒斯坦人是「合法拥有者」，呼吁以色列停止逼迁。伊朗最高领导人阿里·哈梅內伊在电视讲话中呼吁巴勒斯坦继续对领土问题进行「武装抵抗」，并敦促所有穆斯林国家给予支持。阿里·哈梅內伊表示：「犹太复国主义政权已經開始衰落，而且不会停止。」，伊朗领导人通常都会在这个全国性的节日里，举行反以色列的抗议活动，并发表预言以色列将灭亡的激烈演讲。以色列外交部则表示：「巴勒斯坦人将私人之间的房地产纠纷说成是民族之間的矛盾，以便在耶路撒冷煽动暴力。」。
5月8日，美国国务院发言人内德·普莱斯发文表示对耶路撒冷的暴力行为表示强烈谴责，并呼吁以色列和巴勒斯坦官员立刻缓解紧张局势，并对耶路撒冷谢赫·贾拉和西尔万的巴勒斯坦家庭可能被驱逐表示关注。以色列因为其警察的驱逐计划而面临越来越多的国际批评，促使以色列最高法院于5月9日决定延缓30天判决。但耶路撒冷紧张局势依然持续加剧。巴勒斯坦红新月会表示，5月9日当天有120多人受伤，有14人被送往医院。以色列警方表示有17名警察受伤。

## 升級

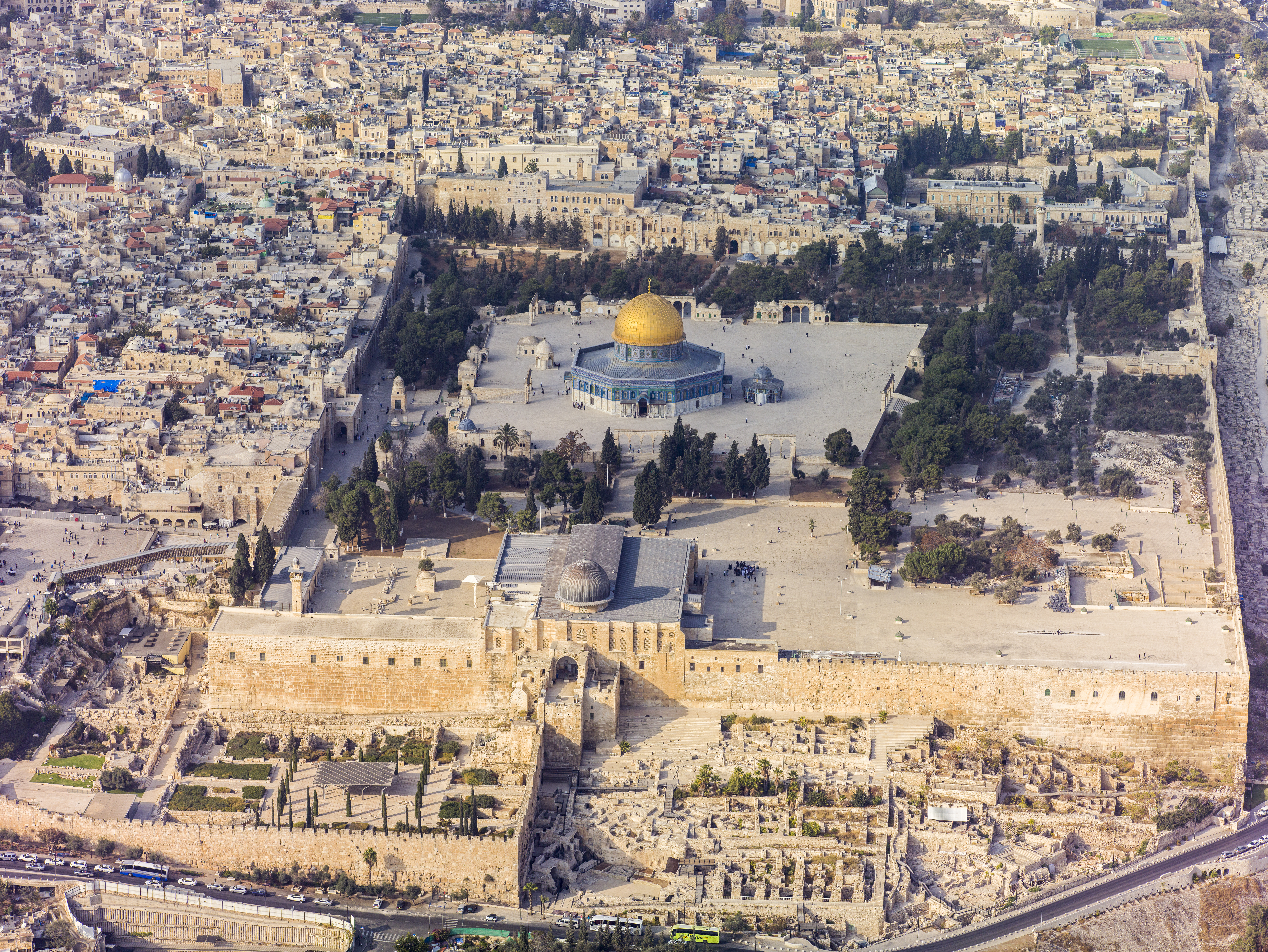
本次抗議的始發地之一為圣殿山阿克萨清真寺

巴勒斯坦抗議活動於5月6日在謝赫賈拉社區開始，但衝突很快蔓延至阿克薩清真寺、卢德、以色列和西岸的其他阿拉伯地區。
5月10日，巴勒斯坦民众与以色列警察又在耶路撒冷圣殿山爆发冲突，致300余人受伤。5月10日18时至午夜，加沙地带武装人员向以色列发射超過150枚火箭弹。以方有2人受傷。隨後以军空袭加沙地带哈馬斯的軍事設施，8名哈马斯武装人员被以軍炸死。巴勒斯坦卫生部门官员則表示以军的轰炸造成巴方20人死亡。5月12日凌晨，以色列和哈马斯之间再次互相攻擊，造成加沙地帶有35名巴勒斯坦人死亡，以色列有5人死亡。
此外以色列境內多個城市的阿拉伯人與猶太人爆發衝突。以色列城市卢德的冲突導致一人死亡、多人受伤。該城市的犹太会堂和数百辆汽车被烧毁。5月12日，卢德进入紧急状态。
5月14日，黎巴嫩真主黨從黎巴嫩發射導彈至以色列，但導彈跌落至海裡。黎巴嫩抗议者試圖进入以色列梅图拉，一名黎巴嫩男士被以色列方面开枪打死。同天，約旦人民在五千人以上的集結下，歷史上首次越過約旦-巴勒斯坦邊境，以表明對巴勒斯坦的支持。此外當天晚上敘利亞境內武裝朝以色列發射3枚火箭彈。5月17日，以色列朝黎巴嫩境內開炮，以做为黎巴嫩向以色列发射六枚火箭弹的报复。

## 各地區衝突情況

### 謝赫賈拉社區
巴勒斯坦人和以色列定居者於5月6日在謝赫賈拉社區發生衝突，巴勒斯坦家庭有被驅逐的危險。 巴勒斯坦示威者一直在夜間舉行戶外開齋飯儀式。5月6日，以色列定居者和極右翼政黨猶太力量在巴勒斯坦人對面的街上擺了一張桌子。社交媒體視頻顯示，雙方互相扔石頭和椅子。 以色列警察進行干預，並逮捕了至少7人。
6月6日，謝赫賈拉社區的两名巴勒斯坦抗议者被以色列警方逮捕，結果巴勒斯坦居民与以色列警察在警局外爆发冲突。
6月21日深夜至22日凌晨，謝赫賈拉社區的犹太人和巴勒斯坦人爆发冲突，造成至少20名巴勒斯坦人和1名犹太妇女受伤。

### 阿克薩清真寺
5月7日，大批以色列警察进驻聖殿山，当时约70,000名伊斯兰朝拜者在阿克薩清真寺内參加了齋戒月的主麻日星期五祈禱。 晚上祈禱後，一些巴勒斯坦朝拜者開始向以色列警察投擲以前儲存的石頭和其他物體。 作為回击，以色列警察向清真寺大院以及實地診所發射了闪光弹。清真寺发言人表示，适逢斋戒月，不少信徒在寺内的大院里过夜，以色列警方驱赶清真寺内的穆斯林信徒，导致双方的冲突的大规模升级。巴勒斯坦穆斯林信徒投掷石块攻击警方，以色列警方则用催泪弹，催泪瓦斯，橡皮子弹予以回击。以色列警方冲击阿克萨清真寺的约造成约300名巴勒斯坦人受伤。巴勒斯坦红新月会表示，以色列警方阻挠当地医疗队进入现场救治伤者。以色列方面，约有21名警员受伤。
5月8日，即贵夜的伊斯蘭聖夜之日，發生了更多衝突。 巴勒斯坦群眾投擲石塊，點燃火，高呼“攻擊特拉維夫”和“我們將以精神和鮮血贖回阿克薩”，《以色列時報》稱這是對哈馬斯的支持。 以色列警察戴著防暴裝備，並有一些騎警，使用了闪光弹和水砲。 至少有80人受傷。
5月21日，巴勒斯坦礼拜者和以色列警察在阿克薩清真寺廣場再次爆發衝突，有20人在此次冲突中受伤。

### 東耶路撒冷
6月14日，以色列警方为即將舉行的耶路撒冷日游行清理了东耶路撒冷，並與巴勒斯坦抗议者發生衝突，导致30多名巴勒斯坦抗议者受伤，17人被捕。

### 以色列的阿拉伯地區

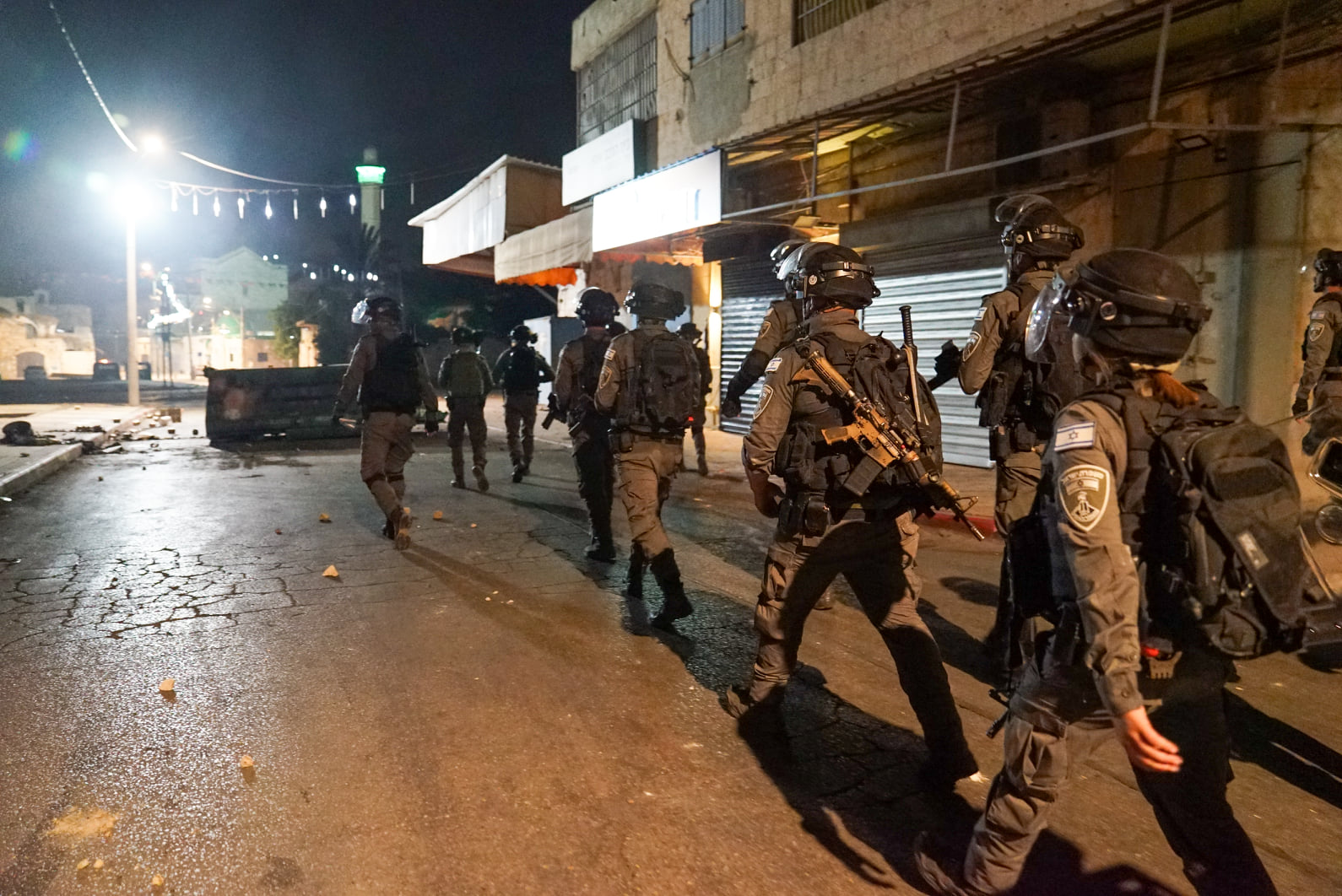
在卢德的以色列警察

5月10日傍晚和夜間，在卢德的阿拉伯人向猶太人的住所，一所學校和一所猶太教堂投擲石塊和燃燒彈，隨後襲擊了醫院。 示威者被開槍射擊，打死一人，打傷兩人； 槍擊事件中的一名猶太嫌疑人被捕。
在以色列各地，尤其是在阿拉伯人口眾多的以色列城市中的阿拉伯地區，抗議活動和騷亂愈演愈烈。 在卢德，石塊被扔進猶太人的公寓裡。 一些猶太居民在警察的要求下離開家園。 一名男子被一塊石頭擊中頭部後受重傷。 在附近的拉姆拉，猶太人向過往的車輛投擲石塊。

### 加沙地带

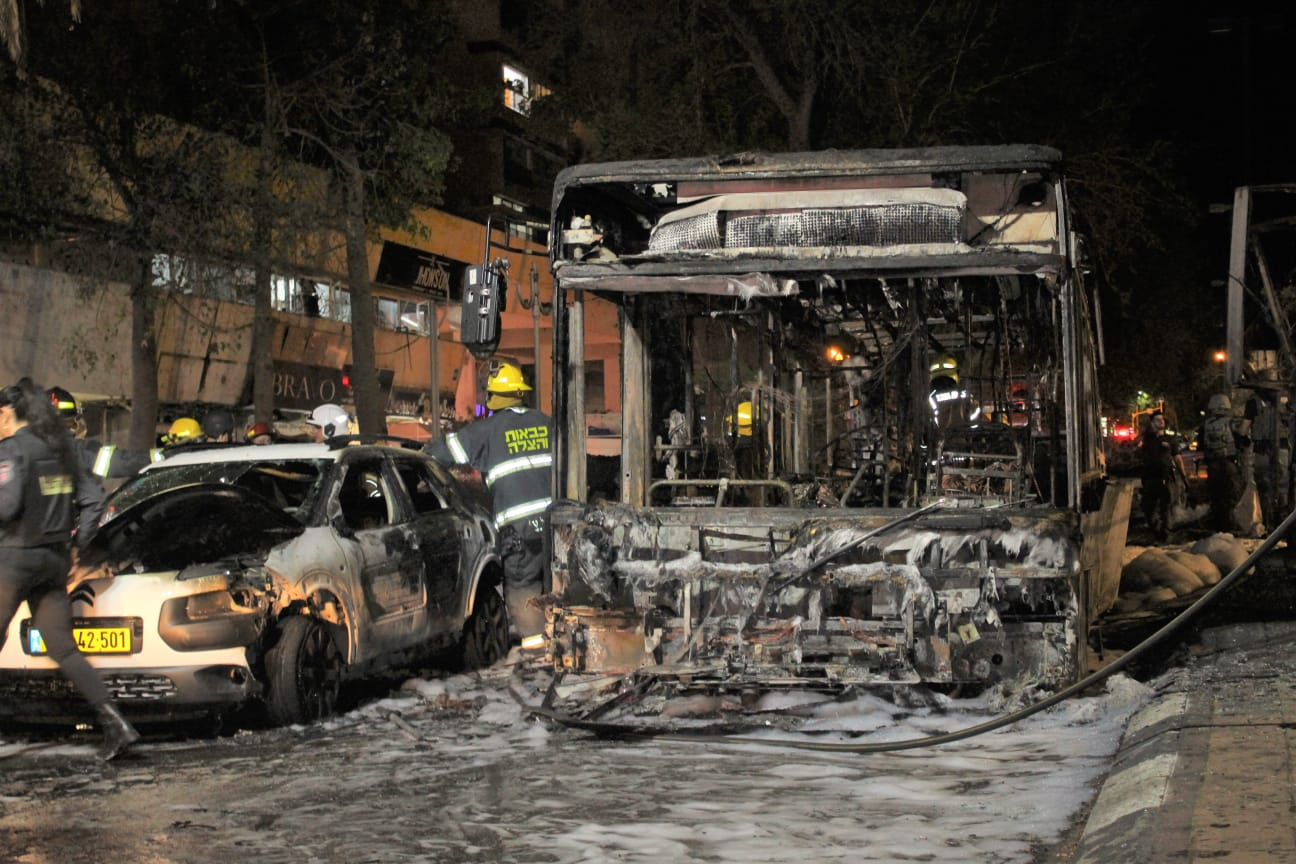
霍隆街头一辆小汽车与一辆巴士遭到火箭弹袭击

哈马斯方面发出通牒要求以色列警察在5月10日晚6点前从阿克萨清真寺中撤出。截止时间到后，以色列方面并未撤离，随后哈马斯从加沙境内向以色列方面发射了约150枚火箭弹，以色列空軍攔截了大部分火箭彈。根据以色列国防军发布的消息，有7枚火箭向耶路撒冷和贝特谢梅什发射，并且有一辆以色列民用车辆遭到反坦克导弹袭击，驾驶员受伤。同日，以色列反擊向加沙地带展开空袭。
5月11日，位于加沙一栋13层楼高的哈纳迪塔建筑在以色列的空袭下倒塌。该栋大楼是居民公寓和商用办公室混用建筑，以色列国防军表示哈马斯租用了这栋楼里的办公室，且“在空袭前已经发出警告，以降低平民的伤亡”。哈马斯与帕勒斯坦圣战组织随后向特拉维夫发射了137枚火箭弹。此外，以色列的一处石油输送管道遭到火箭弹攻击。

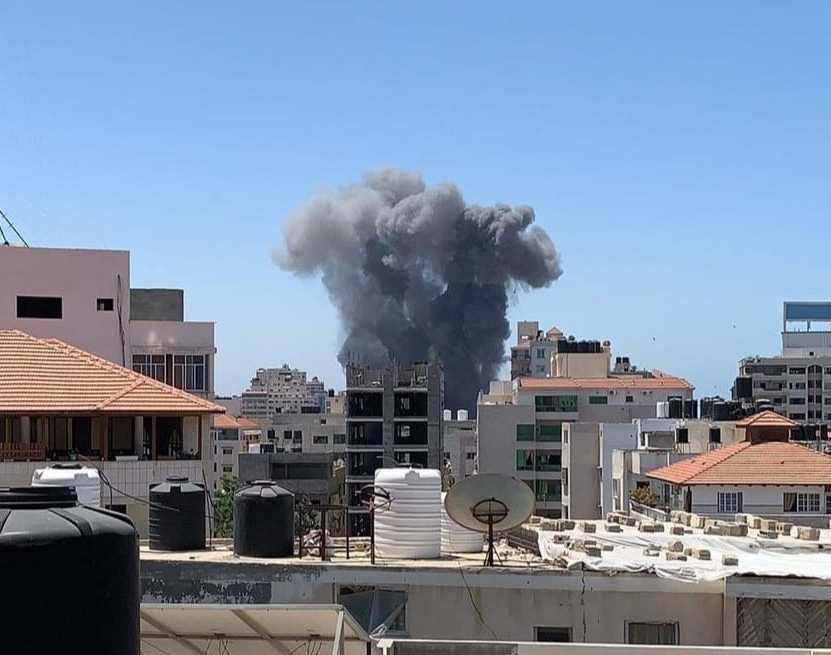
以色列武装力量对加沙市区发动空袭

5月12日，以色列空军為了反擊再度摧毁了加沙境内一系列警察及安全设施，哈马斯方面表示当地的警察总署在空袭中被毁。12日当天，巴勒斯坦方面从加沙发射了约850枚火箭弹。以色列军方称约有200枚火箭弹没有飞到以色列，而是落入了加沙境内。5月13日，以色列和加沙境内的武装力量继续交火，哈马斯方面试图用自杀式无人机对以色列展开空袭，被以色列的F-16发现并击落一架。
5月14日，以色列宣布地面部队在空中力量掩护下已经进入加沙地带，但一小时后撤回了这项声明。同一天，以色列空军向哈马斯的地下通道和地面设施展开空袭，据称造成了哈马斯巨大的伤亡。以色列军方被怀疑故意释放地面部队要进攻的消息，诱使哈马斯武装人员集结在地道和地面军事设施里，以便空袭能造成大量伤亡。根据以色列方面的声明，空袭造成数百名哈马斯武装人员死亡。此外，约有20名哈马斯指挥官被炸死，当地武装力量的火箭弹制造能力被严重打击。
5月15日，哈马斯表示，以军战机在當天凌晨轰炸加沙沙提难民营一栋住宅，造成至少10名平民死亡，其中有8名是兒童。當天加沙武裝朝特拉維夫周邊發射導彈，造成一名以色列男子死亡。5月16日，據加沙卫生部门表示，以色列在加沙市中心的空袭造成至少23人死亡，50人受伤。
5月16日，以色列对加沙地带从南到北进行了地毯式轰炸，比前一日的空袭更加猛烈，巴勒斯坦方面死亡人数上升到212人，其中包括61名儿童，约1500人受伤。
6月15日，巴勒斯坦从加沙地带向以色列发射了燃烧气球，引起了约20场大火。6月16日，以色列飞机空襲一個巴勒斯坦训练营地。6月17日晚，以軍空袭加沙地带多处目标。
8月21日，以色列在加沙边界地带与巴勒斯坦再度发生冲突，约有40多名巴勒斯坦人和1名以色列士兵受伤。隨後以色列空襲哈马斯的四个制造和储存武器的场所。
9月6日，以色列對哈马斯位於加沙地带的一个火箭制造基地和军事基地发动空袭。

#### 以軍炸毀加拉大楼

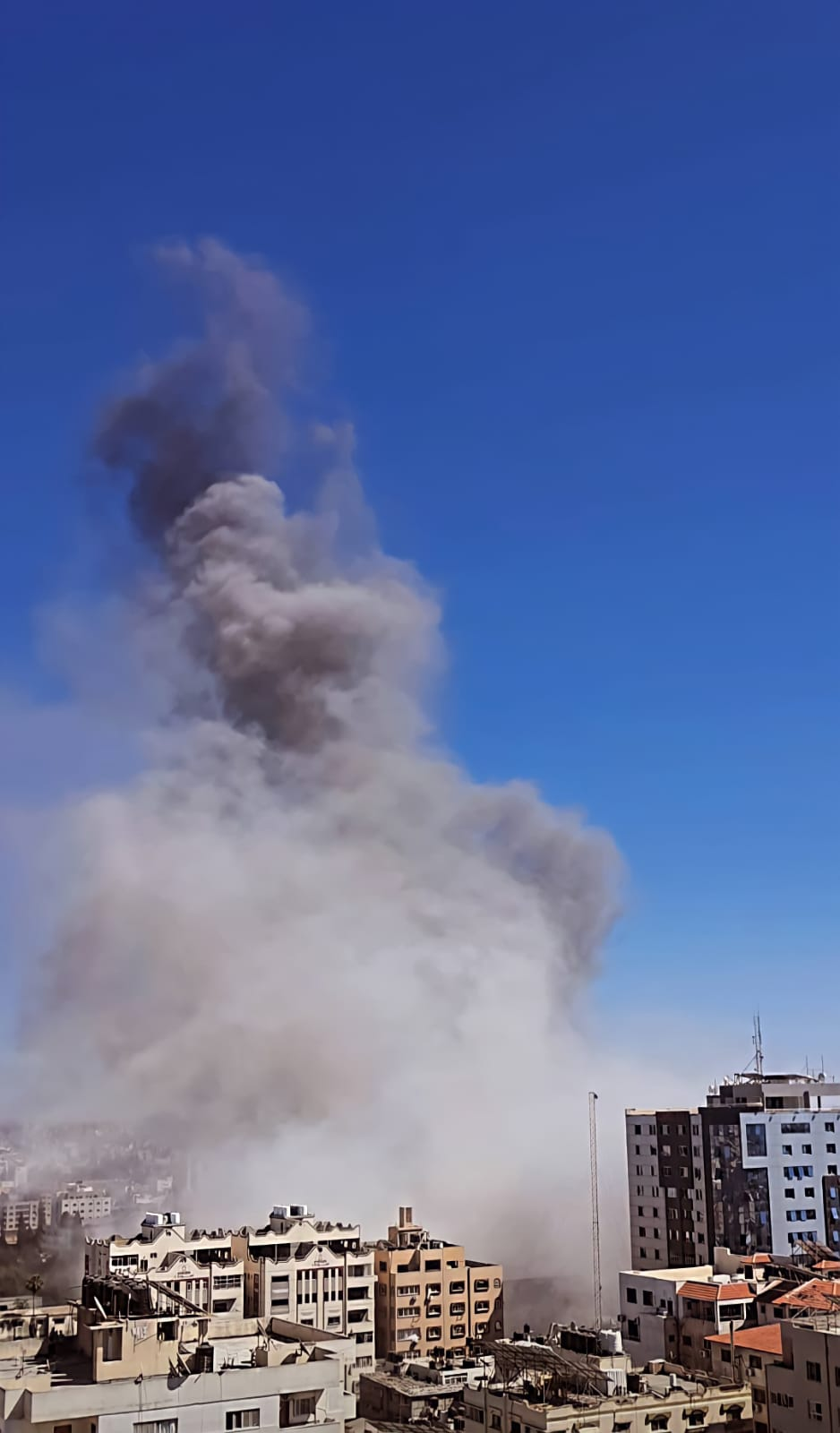
美联社与半岛电视台所在的大楼在以色列的空袭中倒塌

5月15日，位于加沙境内的加拉大楼在遭到以色列军方的空袭后倒塌。这是一栋商住两用建筑，是当地美联社与半岛电视台的办公所在地。以色列军方约提前一小时通知的大楼的所有者，随后四枚火箭弹将大楼夷为平地。但以色列方面当时没有说明为何要炸毁这栋国际媒体办公的大楼。事后，美联社将此次袭击形容为以色列“让媒体噤声的最后一步”。
美联社首席执行官加里·普鲁特发表声明，对以色列袭击加沙的国际媒体与居民大楼感到震惊，称这是“难以置信的行为”。并且补充，因为以色列炸毁了国际媒体的办公设施，世界将更难以了解加沙当地发生了什么。
以色列军方的发言人事后承认这次空袭，并稱大楼里有“哈马斯情报组织”。对此美国国务卿安东尼·布林肯表明他本人并未看到以色列声称的有哈马斯在大楼内活动的证据，并希望以色列就炸毁美联社办公的大楼做出合理的解释。

### 以色列-黎巴嫩边界
5月13日，位于黎巴嫩境内巴勒斯坦难民营向以色列方向发射了三枚火箭弹，均落入地中海。当地真主党拒绝就此事负责，黎巴嫩军队进驻当地难民营，并发现了数枚火箭弹。

## 停火
以色列当地时间5月20日晚，以色列总理办公室发表声明，宣布以色列安全内阁一致同意接受由埃及斡旋的与哈马斯的停火协议，随后哈马斯发言人哈齐姆·卡西姆也证实已与以色列达成停火协议，停火于以色列当地时间21日凌晨2时生效。

## 人员伤亡
5月22日，根据巴勒斯坦卫生部门的统计，至少248人在以色列的空袭中死亡。以色列方面则有12人死亡。
军事人员方面，一名哈马斯指挥官穆罕默德·阿卜杜拉·法耶德和另外四名官员被炸死。哈马斯和以色列双方都确认了这五人的死亡。其他军事人员的伤亡尚没有确切的统计与确认。

### 针对医疗设施的攻击
加沙地带的有数座医院和医疗中心在以色列空袭中被炸毁。以色列表明轰炸的理由是当地的卫生部门由哈马斯政府管理，让这些平民医院收治受伤的士兵，根据联合国人道主义事务协调厅发布的统计，以下的医疗设施被摧毁：
- 加沙卫生部门的4所医院
- 2所非政府组织的医院
- 2所诊所，一个隶属于无国界医生，另一个在被轰炸时已废弃
- 1所医疗中心
- 巴勒斯坦红新月会救助设施[105]

另有多名医生在以色列的空袭中丧生，包括：
- 莫恩·阿洛尔医生（68岁），加沙当地著名神经科医生，在位于利麦勒居民区的家中遭以色列空袭丧生。
- 艾曼·阿布·奥夫医生，希法医院内科医生，巴勒斯坦COVID-19疫情应对部门负责人，在空袭中被瓦砾砸中丧生。[105][106]

## 针对平民的攻击

### 以色列
在这次冲突中，以色列軍隊被指奉行无差别攻击，对巴勒斯坦平民甚至是儿童造成了巨大的伤亡。在加沙地带至少有212名巴勒斯坦平民在以色列的空袭中死亡，其中包括61名儿童和24名妇女，另有约1500受伤。批评人士称，以色列的行径是国家恐怖主义下的针对巴勒斯坦人的种族大屠杀。以色列也对加沙地带的一些民用设施进行了摧毁。
- 2021年5月12日晚，以色列特拉维夫的一些犹太极端民族主义者当街把一名阿拉伯裔男子从车里拖出殴打到失去意识。[109]
- 2021年5月15日清晨，以色列军方空袭加沙地带，導致一户平民家庭的十口人死于非命，其中大部分为儿童，仅有一名6个月大的婴儿幸免于难。[110]

### 巴勒斯坦
- 加沙境内武装向以色列发射的火箭弹缺少精准导引，且相当一部分被以色列铁穹防御系统拦截，[111]但仍造成9名以色列平民死亡，包括1名儿童。[110]

## 国际社会
中国、挪威和突尼斯要求5月14日在联合国安全理事会举行公开会议，讨论以巴之间的冲突，遭美国反对，理由是干扰了美国政府就结束敌对行动的努力。其后安理会召开了两次闭门会议再次以相同原因无法达成一致。美国负责以色列及巴勒斯坦事务部门的海蒂·阿姆部长副助理前往当地了解情况。
联合国秘书长古特雷斯呼吁双方立即停火，并将提供人道援助。
5月16日，美国总统拜登分别于以色列总理内塔尼亚胡和巴勒斯坦总统阿巴斯通电话，事后以色列总理府在当晚发表的一份声明中，感谢美国“对以色列自卫权的明确支持”。
5月17日，由法国、埃及和约旦在联合国安理会提出旨在结束以色列与控制加沙的哈马斯武装分子之间的敌对行动的第三次紧急闭门会议中，美国反对就呼吁立即停火发表的共同声明，表示这一声明无助于缓解冲突。法国与美国就一项联合国安理会决议进行非常激烈的讨论，美国代表团向法方表明，不会支持认为会破坏缓和局势的行动。面对阿拉伯国家联盟的谴责，以色列军方也反对停火声明，表示将扩大对哈马斯的打击，因为哈马斯和其他武装分子向以色列射击了超过3,700火箭炮。

## 參閱
- 2018－2019年加沙边境抗议事件
- 進行中武裝衝突列表

## 外部鏈接
- （英文）Jerusalem violence: The Israeli-Palestinian situation explained （页面存档备份，存于）. BBC News Online